# Honda HRC Castrol

Honda HRC-Logo

Honda HRC Castrol ist das Werksteam des japanischen Automobil- und Motorradherstellers Honda in der MotoGP-Klasse der Motorrad-Weltmeisterschaft.

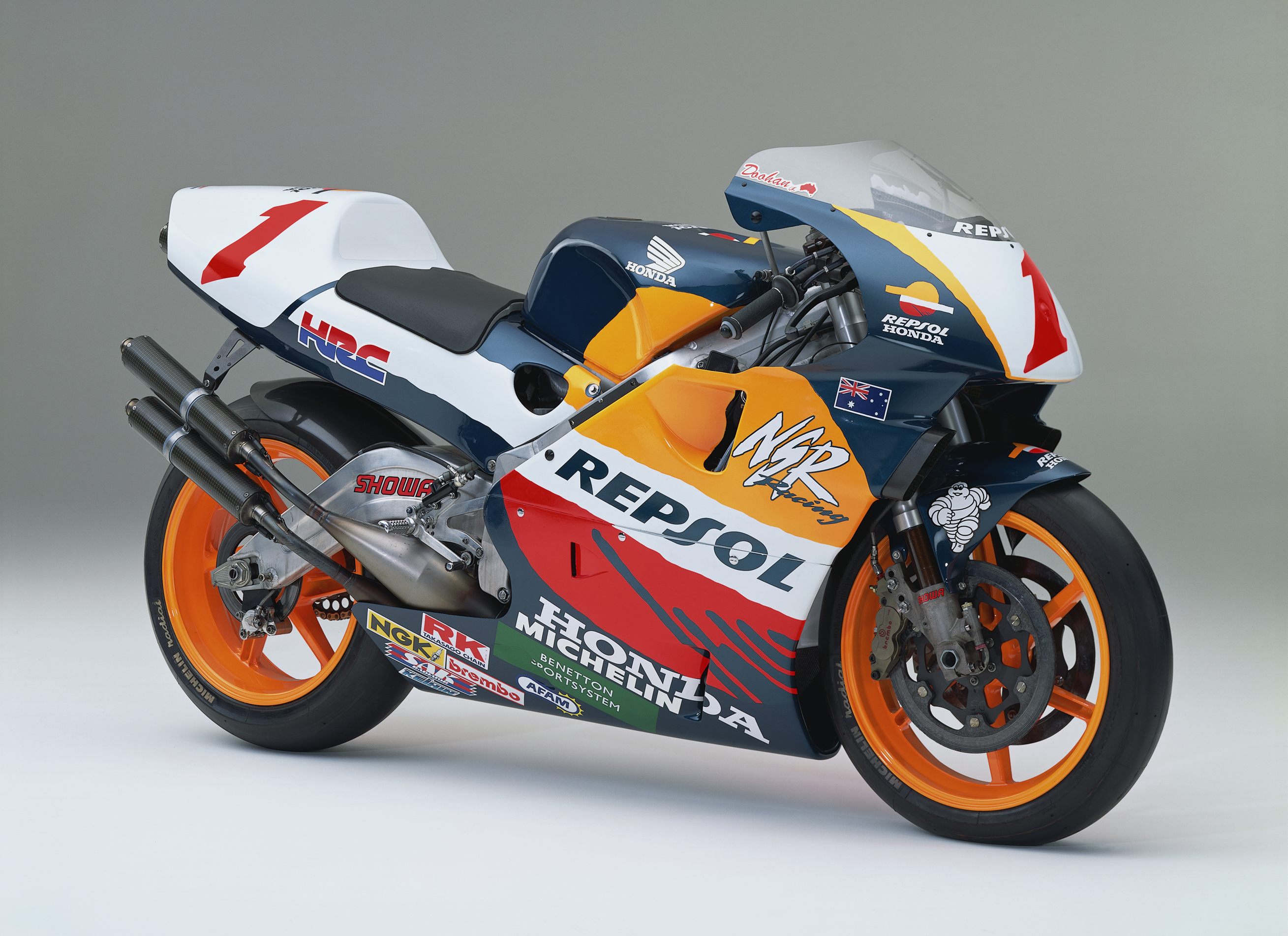
Erste Honda in Repsol-Farben, die NSR 500 von Mick Doohan aus der Saison 1995

Honda ist seit 1959 als Hersteller in der FIM-Motorrad-WM vertreten, das Team ging jedoch von 1995 bis 2024 in Kooperation mit dem spanischen Erdölkonzern Repsol an den Start. Schon seit 1983 existiert allerdings die Honda Racing Corporation (HRC), die sämtliche motorradsportliche Aktivitäten Hondas zusammenfasst.

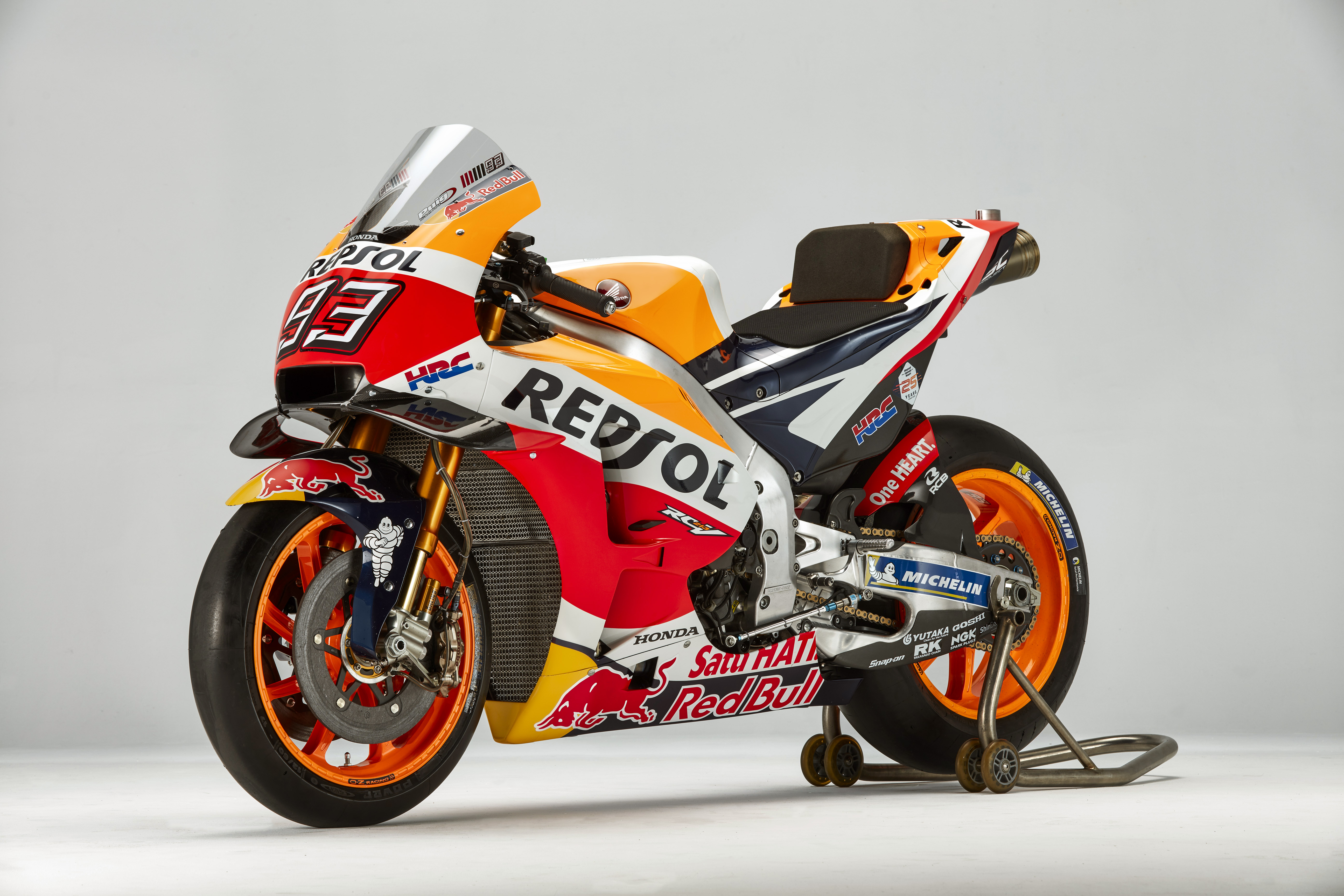
Honda RC213V von Marc Márquez in den Repsol-Farben aus der Saison 2019

Das Team wurde seit dem Einstieg 1995 unter dem Namen Repsol Honda Team sechsmal mit Marc Márquez (2013, 2014, 2016, 2017, 2018, 2019), viermal mit Mick Doohan (1995, 1996, 1997, 1998), zweimal mit Valentino Rossi (2002, 2003), sowie je einmal mit Àlex Crivillé (1999), Nicky Hayden (2006) und Casey Stoner (2011) Fahrerweltmeister in der MotoGP-Klasse der Motorrad-Weltmeisterschaft. In den Jahren 2002, 2003, 2006, 2011, 2012, 2013, 2014, 2017, 2018 und 2019 konnte man zusätzlich die Teamwertung für sich entscheiden.
Zudem trat Honda HRC 2006 und 2007 mit Bradley Smith und Esteve Rabat als Fahrern in der 125-cm³-Klasse an und konnte zwei dritte Plätze als beste Resultate einfahren.

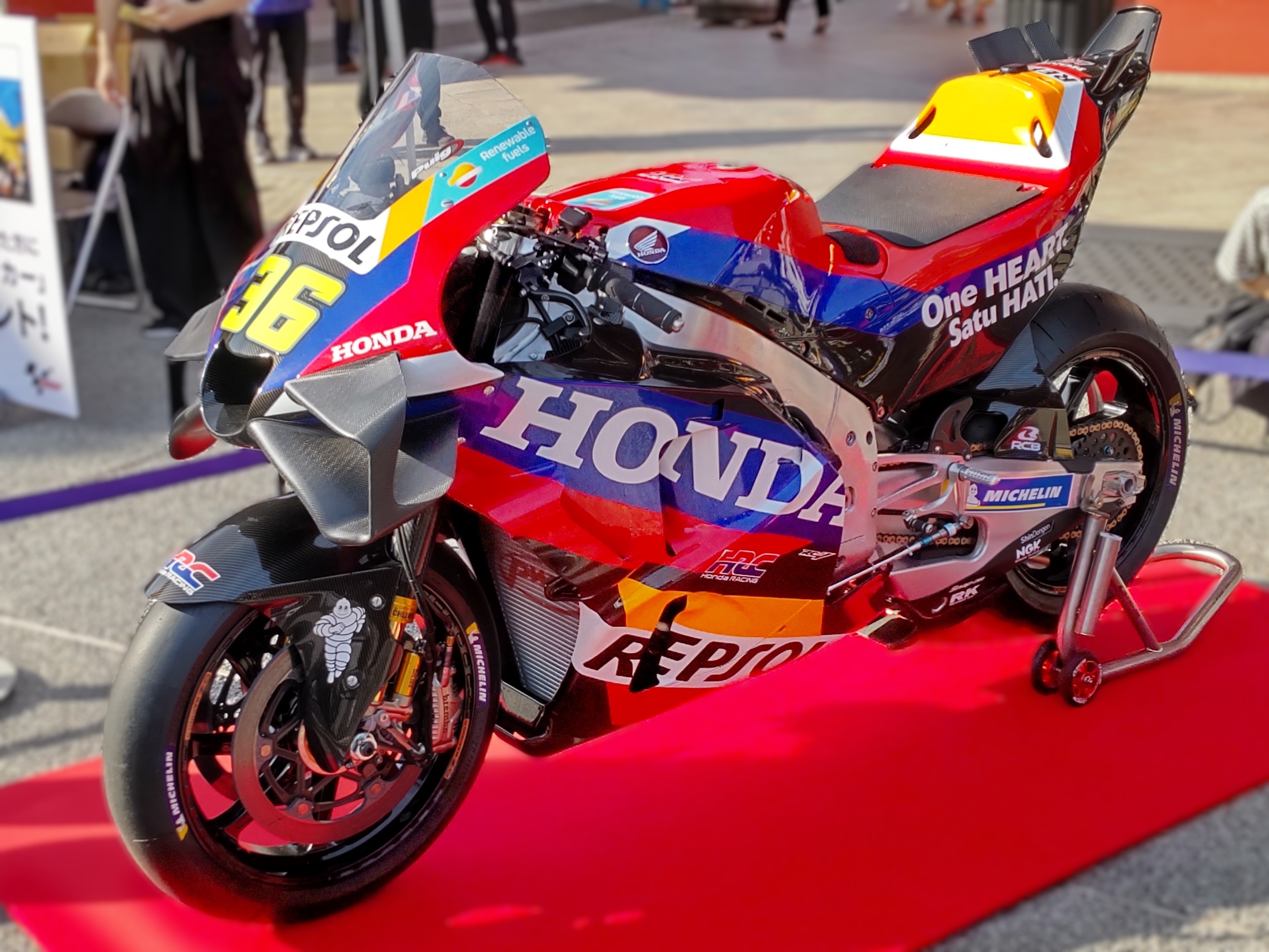
RC213V 2024 von Joan Mir mit deutlich anderem Design und reduzierten Repsol-Schriftzügen

Mit dem Abgang von Marc Márquez zum Ende der Saison 2023 reduzierte Repsol sein Engagement bei HRC, was sich im deutlich geänderten Design auf der Honda RC213V zeigte. Statt dem üblichen Orange war nun der Honda Schriftzug mit blauem Hintergrund auf der Maschine präsent. Mit Ende 2024 beendete Repsol nach 30 Jahren seine Kooperation mit Honda. Das Team ist seit 2025 in einer Partnerschaft mit Castrol und tritt seither unter dem Namen Honda HRC Castrol in der MotoGP an.

## Statistik

### Weltmeister
- 1995 –  Mick Doohan
- 1996 –  Mick Doohan
- 1997 –  Mick Doohan
- 1998 –  Mick Doohan
- 1999 –  Àlex Crivillé
- 2002 –  Valentino Rossi
- 2003 –  Valentino Rossi
- 2006 –  Nicky Hayden
- 2011 –  Casey Stoner
- 2013 –  Marc Márquez
- 2014 –  Marc Márquez
- 2016 –  Marc Márquez
- 2017 –  Marc Márquez
- 2018 –  Marc Márquez
- 2019 –  Marc Márquez

### MotoGP-Team-WM-Ergebnisse (seit 2002)
- 2002 – Weltmeister
- 2003 – Weltmeister
- 2004 – Vierter
- 2005 – Zweiter
- 2006 – Weltmeister
- 2007 – Zweiter
- 2008 – Zweiter
- 2009 – Zweiter
- 2010 – Zweiter
- 2011 – Weltmeister
- 2012 – Weltmeister
- 2013 – Weltmeister
- 2014 – Weltmeister
- 2015 – Zweiter
- 2016 – Zweiter
- 2017 – Weltmeister
- 2018 – Weltmeister
- 2019 – Weltmeister
- 2020 – Neunter
- 2021 – Fünfter
- 2022 – Neunter
- 2023 – Neunter
- 2024 –  Elfter

### Grand-Prix-Siege
(Stand: Saisonende 2023)
| Saison | Rennen |
| ------ | --- |
| 1995   | Australien Malaysia Italien Niederlande Frankreich Tschechien Argentinien                                                                                         |
| 1996   | Indonesien Spanien Italien Frankreich Niederlande Vereinigtes Konigreich Italien Brasilien                                                                        |
| 1997   | Malaysia Japan Spanien Italien Osterreich Frankreich Niederlande Italien Deutschland Brasilien Vereinigtes Konigreich Tschechien Katalonien Indonesien Australien |
| 1998   | Malaysia Spanien Italien Frankreich Niederlande Deutschland Italien Katalonien Australien Argentinien                                                             |
| 1999   | Spanien Frankreich Italien Katalonien Niederlande Vereinigtes Konigreich Tschechien Italien Australien                                                            |
| 2000   | Frankreich |
| 2002   | Japan Sudafrika Spanien Frankreich Italien Katalonien Niederlande Vereinigtes Konigreich Deutschland Portugal Brasilien Australien                                |
| 2003   | Japan Spanien Italien Tschechien Portugal Brasilien Malaysia Australien Valencia                                                                                  |
| 2005   | Vereinigte Staaten |
| 2006   | Katar Italien Katalonien Deutschland Malaysia |
| 2007   | China Volksrepublik Niederlande Vereinigtes Konigreich Vereinigte Staaten                                                                                         |
| 2008   | Spanien Katalonien |
| 2009   | Vereinigte Staaten Vereinigtes Konigreich Valencia |
| 2010   | Italien Deutschland Indianapolis San Marino |
| 2011   | Katar Portugal Frankreich Katalonien Vereinigtes Konigreich Deutschland Vereinigte Staaten Tschechien Indianapolis Aragonien Japan Australien Valencia            |
| 2012   | Spanien Portugal Niederlande Deutschland Vereinigte Staaten Indianapolis Tschechien Aragonien Japan Malaysia Australien Valencia                                  |
| 2013   | USA-Texas Spanien Frankreich Deutschland Vereinigte Staaten Indianapolis Tschechien Aragonien Malaysia                                                            |
| 2014   | Katar USA-Texas Argentinien Spanien Frankreich Italien Katalonien Niederlande Deutschland Indianapolis Tschechien Vereinigtes Konigreich Malaysia Valencia        |
| 2015   | USA-Texas Deutschland Indianapolis San Marino Japan Australien Malaysia                                                                                           |
| 2016   | Argentinien USA-Texas Deutschland San Marino Aragonien Japan |
| 2017   | USA-Texas Spanien Deutschland Tschechien San Marino Aragonien Australien Valencia                                                                                 |
| 2018   | USA-Texas Spanien Frankreich Niederlande Deutschland Aragonien Thailand Japan Malaysia                                                                            |
| 2019   | Argentinien Spanien Frankreich Katalonien Deutschland Tschechien San Marino Aragonien Thailand Japan Australien Valencia                                          |
| 2021   | Deutschland USA-Texas Emilia-Romagna |